# Монюман-Насьональ
Монюман-Насьональ (фр. Monument-National) — канадский культурный и общественный центр и административное здание в Монреале (Квебек). Построен в 1891—1894 году Обществом святого Иоанна Крестителя как и место расположения штаб-квартиры общества и франкоканадский культурный центр. Играл значительную роль в культурной жизни как музыкальный театр, домашняя площадка ряда театральных коллективов и культурный центр еврейской, китайской и англоязычной общин Квебека. В 1976 году получил статус Национальной исторической достопримечательности, в 1978 году приобретён Национальной театральной школой Канады и после реставрации вторично открыт в 1993 году. Помимо учебных функций, продолжает работать как театральный центр с тремя основными зрительными залами.